# Paluh
Paluh is een bestuurslaag in het regentschap Siak van de provincie Riau, Indonesië. Paluh telt 1563 inwoners (volkstelling 2010).